# حشيشة المبارك القنفاء
حشيشة المبارك القنفاء (الاسم العلمي:Geum decurrens) هي نوع غير مؤكد من النباتات تتبع جنس حشيشة المبارك من الفصيلة الوردية.